# TVLM 513-46546
Étoile de faible masse (d)
Source de proche infrarouge (d)
TVLM 513-46546 est une naine ultra-froide de la constellation du Bouvier. Cet objet, de type spectral M9, est situé à la limite de masse entre naine rouge et naine brune. Sa parallaxe est de 92,92 ± 0,23 millisecondes d'arc. Elle présente l'activité d’une étoile éruptive, qui est la plus prononcée dans le domaine radio. L'étoile a une masse d'environ 80 fois la masse de Jupiter, soit 8 % de la masse du Soleil. Les émissions radio sont à large bande et à polarisation très circulaire, similaire aux émissions radio aurorales planétaires. L'émission radio est périodique, avec des rafales émises toutes les 7 054 secondes, avec une précision de près d'un centième de seconde. Des variations subtiles dans les impulsions radio pourraient suggérer que la naine ultra-froide tourne plus vite à l'équateur qu'aux pôles (rotation différentielle), de la même manière que le Soleil.